# 新井製作所
株式会社新井製作所（あらいせいさくしょ、英：Arai Pump ）は、大阪府大阪市西成区に本社を置く工業用ポンプメーカーである。
戦前は造船業界や軍部向けにポンプ製造を行っており、戦後は石油業界向けのポンプ製造が主となっている、

## 会社概要
工業用ポンプの研究者である小新井義明が1930年に大阪市内に工場を開いたのが始まりであり、創業当初から特殊品の設計も手掛け、造船業界などからの評価が高かった。
第二次世界大戦時は、1943年に大日本帝国海軍管理工場に指定され、戦艦や特殊潜航艇用ポンプを製造したほか、1944年には軍需省管理工場に指定され、航空機用ポンプの製造も手掛けた。
戦後は、石油精製・石油化学用ポンプの製造が中心となり、中近東の石油化学プラントを中心に輸出するようになる。2010年代にはインド市場にも進出している。